# Filme fotográfico

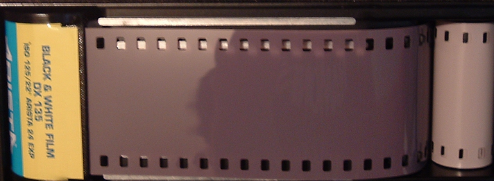
Rolo de filme fotográfico de 35mm a preto-e-branco por revelar.

Filme fotográfico ou película fotográfica, (por vezes abreviado por filme ou película), utilizado em fotografia, é constituído por uma base plástica, geralmente triacetato de celulose, flexível e transparente, sobre a qual é depositada uma emulsão fotográfica. Esta é formada por uma fina camada de gelatina que contém cristais de sais de prata sensíveis à luz que chega a ela através da lente da câmera.
Os sais de prata, quimicamente chamados de haletos ou halogenetos de prata, podem ser mais ou menos sensíveis à luz. Então, há filmes que exigem maior quantidade de luz para registrar as imagens. Outros permitem a captação com menos luz. A essa propriedade dá-se o nome de sensibilidade.

## Exposição
Exposição é a quantidade de luz que atinge o filme. Depende da abertura do diafragma e do tempo de abertura do obturador, ou seja, E=IxT (Exposição= Intensidade x Tempo) Número de exposições é a quantidade de imagens que é possível registrar com o filme. Existem no mercado filmes para 12, 24 ou 36 exposições.

## Cor
- Os filmes em cores negativos são destinados a elaboração de ampliações coloridas em papel.
- Os diapositivos (cromos ou slides) são filmes positivos coloridos para transparências (projeções) e serviços gráficos. Há poucos filmes que podem gerar um positivo preto e branco.
- Os filmes a preto-e-branco negativos produzem películas negativas para cópias fotográficas monocromáticas.

## Sensibilidade
A sensibilidade dos filmes é indicada normalmente por números ISO do International Organization for Standardization, que é uma fusão dos sistemas ASA (American Standards Association, americano) e DIN (Deutsches Institut für Normung, alemão). Como exemplo, um filme ISO 100/21° é um filme com ASA 100 e DIN 21°. Existe ainda um outro sistema da antiga União Soviética, denominado GOST, não sendo mais utilizado hoje em dia.
O sistema ISO de classificação da sensibilidade do filme é aritmético: por exemplo, um filme de ISO 400 é duas vezes mais "rápido" do que um de ISO 200, exigindo metade da exposição. Por outro lado, tem metade da velocidade de um filme de ISO 800, necessitando do dobro da exposição deste. No entanto, quanto maior o número ISO, maior a sensibilidade, e maiores são os grãos dos brometos de prata, resultando numa imagem com pouca resolução.
A sensibilidade dos filmes mais comuns são: ISO 32, 50, 64, 100, 125, 160, 200, 400, 800, 1600 e 3200.
- Filmes de baixa sensibilidade: ISO 32 a ISO 64. São ideais para o trabalho com muita luz (dias ensolarados, sol forte e flashes de alta potência). Em condições favoráveis, esses filmes produzem resultados de grão excepcionalmente fino, o que proporciona boa definição nos detalhes e bom contraste, mesmo em grandes ampliações. São indicados para fotografar retratos, paisagens e temas ligados à natureza.
- Filmes de média sensibilidade: ISO 100 a 400, são os mais populares para os objetivos gerais a que se propõe a emulsão em preto e branco. São filmes de granulação fina e ainda permitem trabalhos em condições de luz um pouco mais variadas. Indicados para dias ensolarados (ISO 100) ou nublados (ISO 200) e flashes de baixa potência (embutido na câmera).
- Filmes de alta sensibilidade: ISO 800 a ISO 3200. Os filmes desta categoria apresentam um aspecto nitidamente granulado quando são ampliados. São ideais para trabalhos com pouca luz, como ambientes externos a noite, museus, teatros e casas de espetáculos em geral sem necessidade de uso de flash ou quando se necessita de alta velocidade para "congelar" o movimento (fotos de ação). Os filmes de ISO acima de 800 geralmente destinam-se a serviços profissionais, pois permitem alterações desses índices em condições extremas.

Código DX é um código impresso na bobina do filme que indicam sua sensibilidade ISO. Este veio facilitar e ajudar o fotógrafo, principalmente o amador, no uso correto do filme para as várias condições de luminosidade. As câmeras atuais possuem leitor de código DX, para ajuste automático de acordo com a sensibilidade do filme utilizado. Nas câmeras profissionais sua ação pode ser cancelada, permitindo ao fotógrafo a escolha do ISO de acordo com a necessidade ou condição de trabalho.

## Formatos
São variados os formatos de filme existentes no mercado. Cada formato tem a sua aplicação específica sendo necessária uma câmera apropriada para cada formato de filme. Existem diversos formatos de filme pelo motivo de que se alterarmos o tamanho do filme alteramos também a qualidade da imagem final (quanto maior o suporte original) maior definição terá a fotografia ou o vídeo final, permitindo assim maior plasticidade a artistas, maior versatilidade a amadores e maior exatidão para aplicações técnicas.

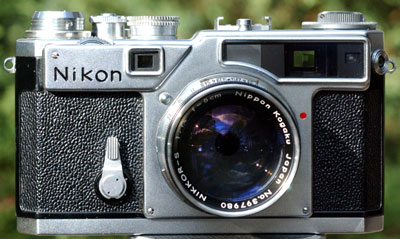
Uma câmera fotográfica que usa filme.

Atualmente, no meio fotográfico, designa-se por "pequeno formato" todos os tamanhos de filmes inferiores ao de 120, como "médio formato" os tamanhos de 120 e 127 e como "grande formato" todos os tamanhos iguais ou superiores a 4x5 polegadas, estes, normalmente dispostos em chapas.
Os formatos de filmes mais comuns, em fotografia e cinema são:
- Pequeno formato

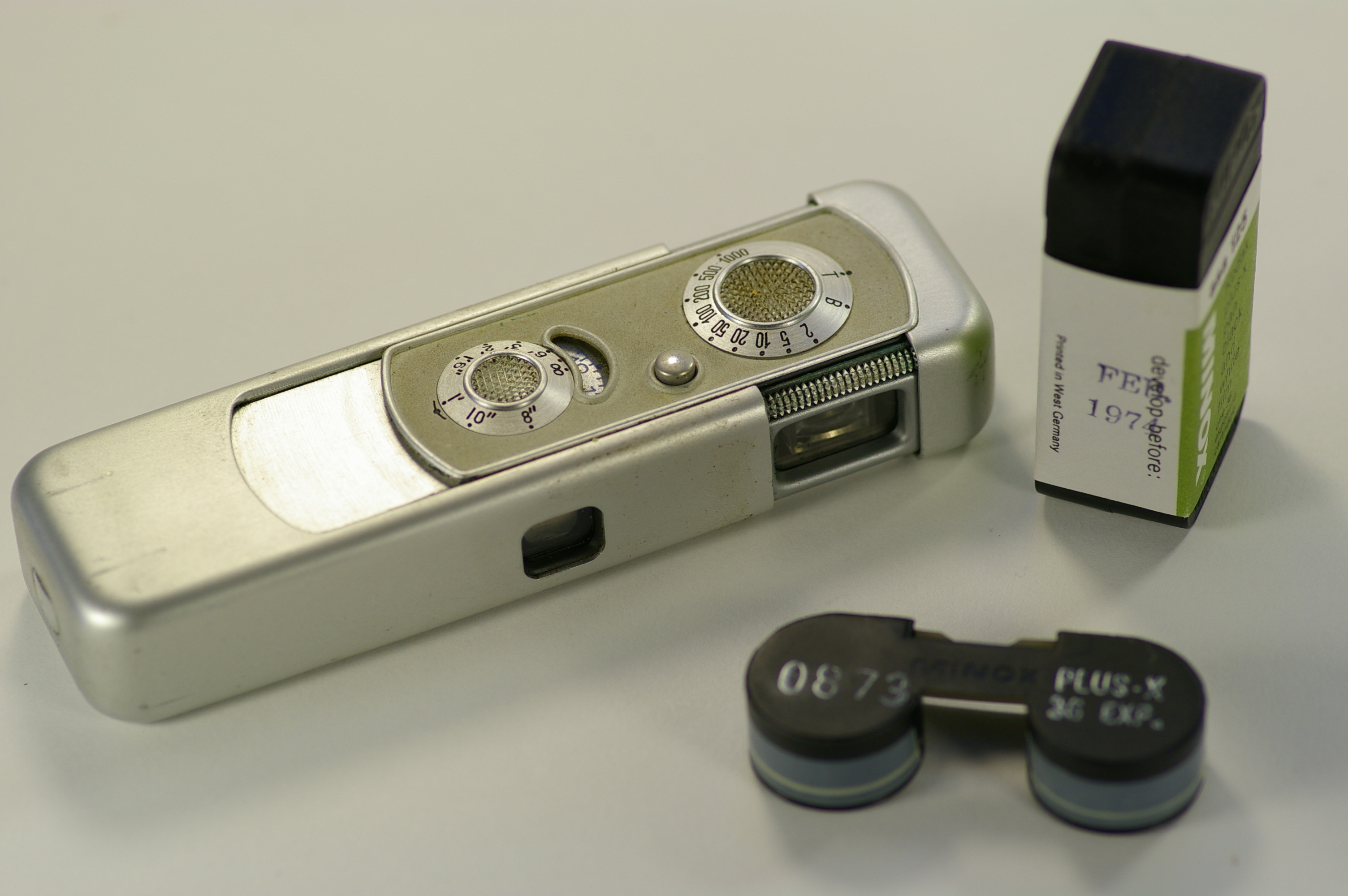
Câmera Minox 16mm com filme

  - 16mm – Formato usado quase em exclusivo nas câmeras Minox (câmeras de pequenas dimensões, conhecidas como câmeras de espião) Câmera Minox 16mm com filme. Neste formato o filme vem contido num chassis blindado com duas bobinas no interior. Numa destas bobinas está o pedaço de filme por expor, avançando o mesmo para a bobine seguinte após ser exposto à luz. Este formato por ser tão pequeno, ainda hoje é usado como filme cinematográfico.
  - 110 e 126 – Para as câmaras simples de uso amador. Nos tamanhos 110 (retangular) e 126 (quadrado), são fáceis de colocar e retirar. Teve sua época áurea nos anos 70, sendo responsável pela popularização da fotografia, mas hoje encontra-se em decadência, decorrente da fragilidade das suas câmeras e pelos resultados inferiores que apresentam, não permitindo grandes ampliações.
  - 135 (conhecido como 35mm) – É o formato mais usado por profissionais e amadores, no qual o filme vem enrolado dentro de uma bobina metálica ou plástica que o protege da luz. Este filme tem perfurações laterais as quais se destinam, em alguma câmeras, a facilitar o avançar e rebobinar do filme. O filme tem o nome de 35mm pois esta é a medida de largura do filme.

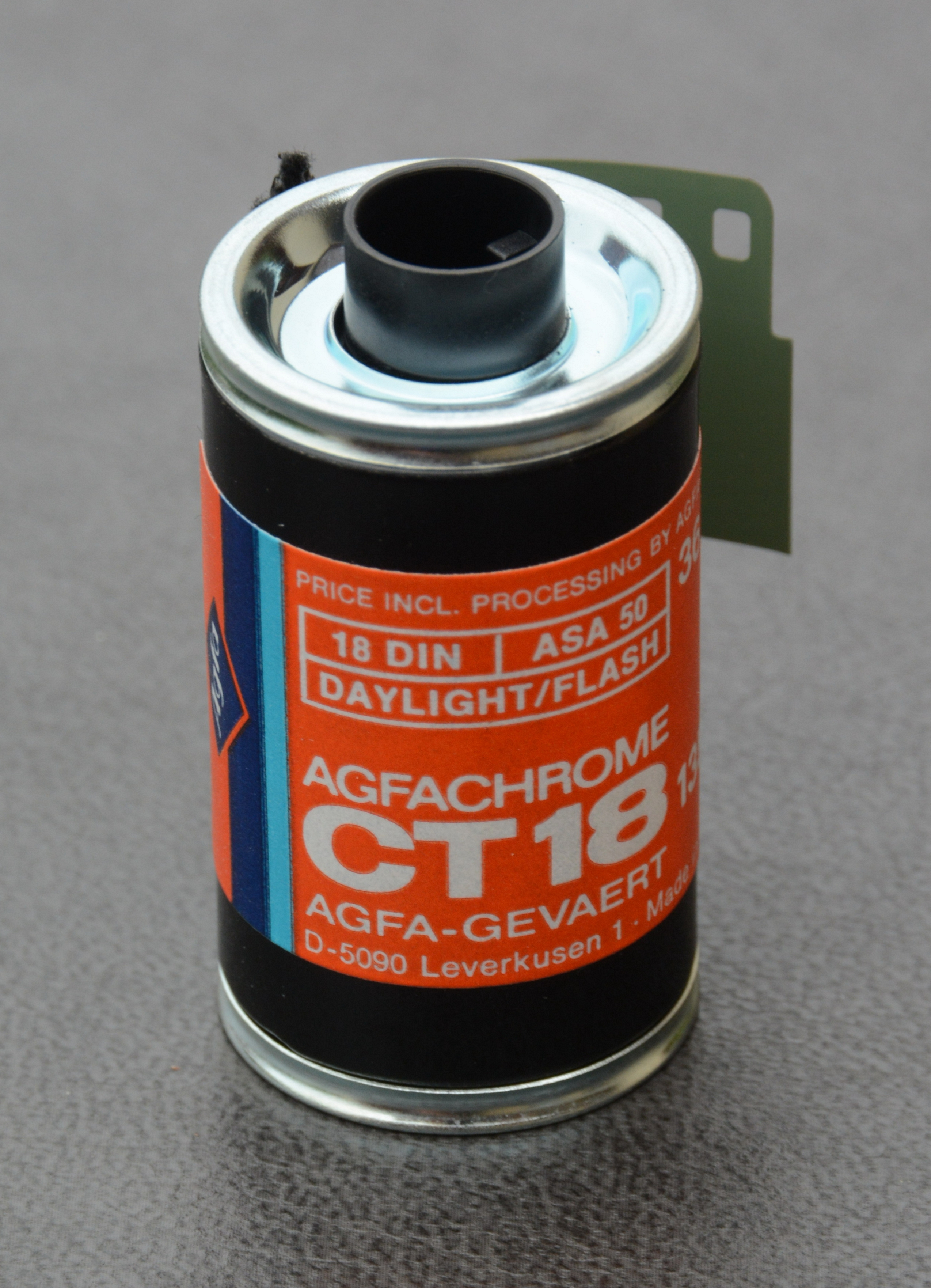
Cartucho descartável Agfa de filme 135

 Originalmente destinava-se ao cinema, tendo sido adaptado ao uso fotográfico por volta de 1920. Normalmente produzem-se neste formato fotogramas de 24x36mm, podendo em algumas câmeras produzir formatos de 24x72mm, dando origem a fotografias panorâmicas. É o formato com mais opções de sensibilidade ISO e é a categoria de filme que mais recebe inovações tecnológicas pelos fabricantes. Sendo o mais utilizado, seja por amadores ou profissionais, devido à sua versatilidade e disponibilidade tanto para fotos coloridas em papel ou slides, e em preto-e-branco.
- Médio formato

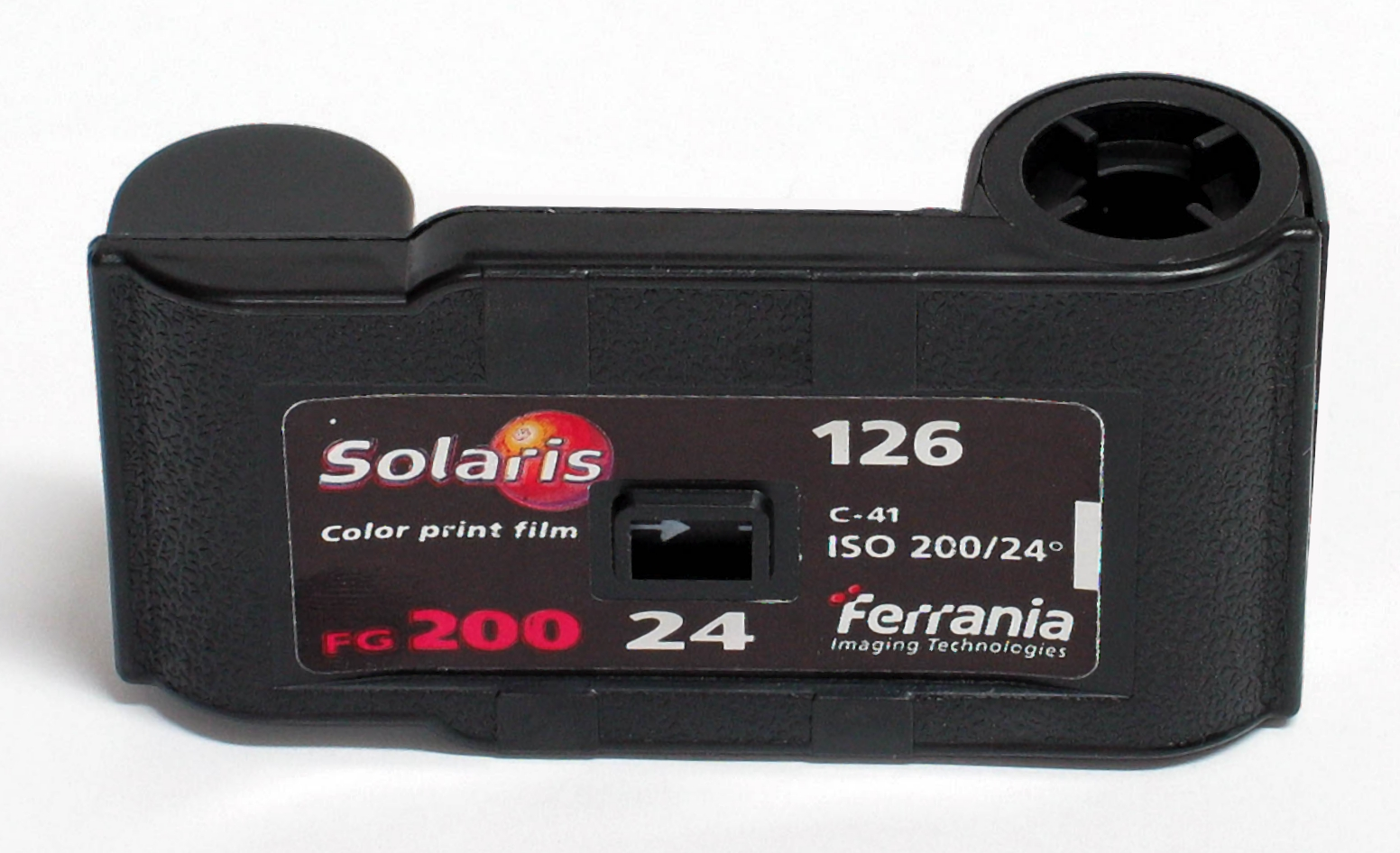
Filme Solaris 126

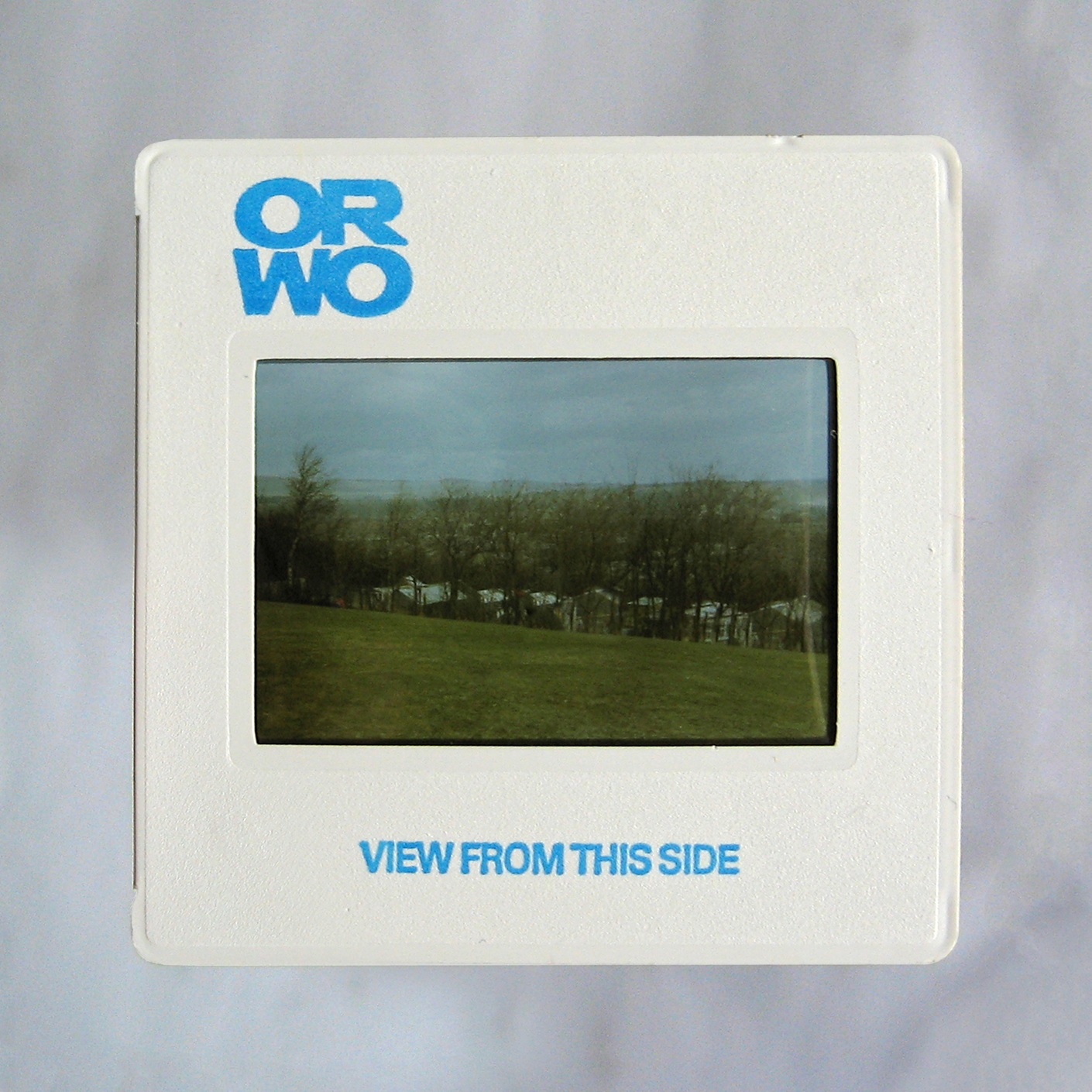
Slide, em filme fotocromático

  - 120 e 220 - Formato em que o filme é enrolado num único pino de plástico juntamente com um papel de protecção a todo o seu comprimento. Destina-se a fazer fotogramas de 60x45mm, 60x60mm, 60x70mm e 60x90mm normalmente podendo variar consoante o modelo de câmera usado. O filme de 120 permite fazer 12 fotogramas de 60x60mm, o formato de 220 tem o dobro de filme, permitindo ao fotógrafo fazer 24 exposições de 60x60mm. É mais utilizado por profissionais. Costuma ser utilizado nas fotos em estúdio, propaganda e eventos sociais. O número de poses é determinado pela câmera, sendo mais comuns os formatos 6x6 (12 poses) e 4,5x6 (15 poses).
  - 124 e 127 - Ao longo da história da fotografia existiram diversos formatos desenvolvidos por alguns fabricantes, os quais foram abandonados por estes não se terem tornado norma padrão, são exemplo disso o formato de 124 e o de 127 perfurado, os quais eram semelhantes aos formatos 120 e 220 variando apenas a sua altura (o 124 com 43mm de altura e o 127 com 73mm de altura e com perfuração apenas num dos lados da película).

- grande formato

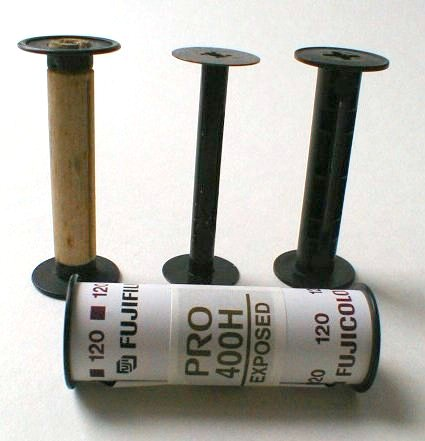
Carretéis de filme, da esquerda para a direita: 120 Original, 620, 120

  - grande formato – normalmente usadas em estúdio, existindo em diversos tamanhos (4x5 pol, 8x10 pol, 11x24 pol). Tem a sua aplicação em trabalhos onde é necessária a máxima qualidade, ou em que não é possível proceder-se a ampliação do negativo, por esta propiciar a diminuição da qualidade final da fotografia. Produzem fotografias de alta resolução e extremamente precisas. Normalmente demandam cuidados especiais na conservação e manuseio, sendo utilizados por profissionais de áreas como a arquitetura e publicitária.

## Fabricantes
Entre os fabricantes mundiais de filmes, encontram-se a Agfa-Gevaert, a Fujifilm, a Ilford, a Imation, a Kodak e a Polaroid.

## Cuidados básicos
Os filmes fotográficos requerem cuidados especiais, tais como evitar o calor excessivo, armazenagem em locais secos, ventilados e livres de poeiras. É também aconselhável revelar o filme o mais cedo possível após este ter sido exposto, pois com o tempo vai-se degradando, podendo sofrer alterações na cor. Por essa mesma razão, os filmes têm prazo de validade.  Também deve-se tomar cuidado, durante viagens em aviões, pedir inspeções manuais dos rolos de filme, pois se passados pelos aparelhos de raio-x podem ser danificados. Normalmente os filmes de alta sensibilidade (ISO 800 ou superior) são mais suscetíveis a danos.

## Tipos de filme fotográfico
Filme negativo - quando revelado, suas cores tornam-se invertidas (o branco, por exemplo, se torna preto). Os fotogramas contidos nesse filme podem ser ampliados diretamente. São encontrados filmes negativos coloridos e preto-e-branco. A maioria dos filmes em Cores são revelados no processo C-41, da Kodak. Já os filmes em Preto e Branco, possuem uma vasta gama de agentes reveladores, sendo o D-76, da Kodak, um dos mais conhecidos. O negativo possui uma latitude de aproximadamente +-2 pontos no Valor de Exposição (ou EV). Suas cores são mais neutras, sendo assim mais utilizado para fotografia de eventos. No caso dos filmes Preto e Branco, é possível alterar o contraste tanto no momento em que a fotografia é realizada, com o uso de filtros para esta finalidade, como no momento de se fazer a cópia, e também na escolha do agente revelador.
Filme reversível - também chamado de transparência, deve ser visualizado em projetores e visores específicos. Para ampliar fotogramas positivos, é necessário um meio intermediário, como um scanner. Os filmes reversíveis são geralmente utilizados na fotografia de paisagens, publicidade, jornalismo por possuir cores mais saturadas e melhor definição de contraste. A maioria é revelada no processo E-6, da Kodak, ou K-14 (Kodachrome). O slide possui latitude de aproximadamente +-0,5 ponto no Valor de Exposição, o que significa que ele tem menor tolerância a erros de exposição.